# Salamanca (Guanajuato)
Salamanca es una ciudad y cabecera del municipio homónimo, en el estado mexicano de Guanajuato. En 2020 la ciudad contaba con 160,682 habitantes, lo que representa el 58.77 % del total municipal. Es conocida por enfocarse a todo tipo de industria desde la petroquímica, hasta la automotriz, alimentaria y electrónica.
Fue fundada el 16 de agosto de 1602, en que se otorgó la Merced de Fundación por parte del entonces Virrey, Gaspar de Zúñiga y Acevedo, quinto Conde de Monterrey, mientras que el 1 de enero de 1603 se elegía el primer cabildo de la nueva localidad que sería conocida a partir de ese momento bajo el nombre de Villa de Salamanca por el virrey Gaspar de Zúñiga y Acevedo, quinto conde de Monterrey. La localidad fue fundada en las tierras del Bajío, debido a que desde los años 1540 o 1550 se comenzaron a establecer "estancias" de ganado mayor y una escasa explotación agrícola, por unos cuantos españoles. Estos mismos llevaron colonos al ganar posición ante los chichimecas y establecer un mayor control sobre el área de "La Gran Chichimeca". Entre los colonos hubo grupos pequeños de indios otomíes que antiguamente ocupaban una aldea con el nombre de Xido, que significa "tepetate".
El 30 de julio de 1950 se inauguró la refinería Antonio M. Amor, que se convirtió rápidamente en un pilar de la economía local, en paralelo a esta importante paraestatal se encuentra la instalación de la termoeléctrica de CFE y algunas paraestatales más de la industria petroquímica.
Salamanca creció rápidamente hasta convertirse en una región industrial y de servicios; en el año 2014 se inaugura la Planta Automotriz Mazda, con una inversión de 770 millones de dólares.[cita requerida] La inversión de parte de la empresa japonesa, atrajo grandes cadenas de hoteles a suelo salmantino, igual que plazas comerciales antes no existentes. En el año de 2014 Salamanca se mantuvo en los primeros lugares de turismo empresarial y de negocios.

## Historia
La historia de Salamanca, como pueblo organizado jurídicamente inicia el primero de enero de 1603, cuando el Virrey Don Gaspar de Zúñiga y Acevedo y quinto conde de Monterrey, decide, el 16 de agosto de 1602, otorgar la Merced de fundación solicitada por Bartolomé Sánchez Torrado y apoyar a los españoles y a los hijos de los españoles que se encontraban trabajando las tierras del Bajío debido a que desde los años de 1540 o 1550 se comenzaron a establecer "estancias", principalmente de ganado y escasa explotación agrícola, por unos cuantos españoles y colonizadas por grupos pequeños de indios otomíes.
De esta manera, el 1.º de enero de 1603 se reunieron Bartolomé Sánchez Torrado, Diego Beltrán Camacho, Andrés García de Valencia, el Capitán Diego de Vengala, Juan de Cuéllar, Baltasar González, Diego Fonseca de Oliva, Alonso Rodríguez Manríquez, Luis de Fonseca, Martín García Torrado, Alonso Hernández Romero, Diego Romero, Juan López Ibáñez, Cristóbal de la Cruz Sarabia, Francisco Encal, Jorge Maldonado, Martín Domínguez, Francisco Gómez, Cristóbal de Estrada, Diego Aguado Calderón, Juan de Chavarría, Juan de Abella, Juan Fonseca, Antón Gómez Casilla, Juan de Espinosa Alderete, Martín García de Sosa Domingo Hernández, para elegir a los cuatro primeros regidores, Juan de Cuéllar, Baltasar González, Diego Hernández de Oliva y Juan de Chavarría. Los cuales eligieron a dos Alcaldes, Andrés García de Valencia y Bartolomé Sánchez Torrado. Así quedó declarada la fundación de Salamanca, y electo su primer cabildo formado por cuatro regidores y dos alcaldes ordinarios, y se inició legalmente la vida y existencia de la Villa de Salamanca, ese primero de enero de 1603. El "traje típico" en aquellos años consistía en el hombre: con un sombrero de sollate de falda ancha y copa alta, faja de amarre a la cintura en roja o azul marino, huaraches de correa cruzada. En tanto que la mujer vestía de: sobre el hombro derecho un cántaro de barro, blusa de manta, rebozo terciado al hombro derecho, falda larga de tela de cambaya de algodón.

### Escudo de armas

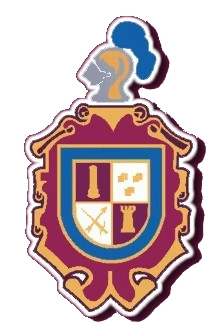

El actual escudo fue realizado por el ilustre salmantino y anterior Jefe Político, Pedro González, quien hizo el dibujo para ese fin. El escudo no tuvo trascendencia en los primeros años. Aparece publicado para el conocimiento del pueblo en el semanario independiente llamado "La Crisálida". En enero de 1907.
Posteriormente en 1981 siendo presidente municipal el C. Carlos Muñoz Mosqueda, se le da uso oficial al escudo de armas en todas las funciones administrativas del H. Ayuntamiento.
El escudo se compone de cuatro fragmentos: fondo con remate, escudo, heráldica y blasón.
Fondo con Remate: Tiene forma de pergamino, todo su contorno se representa en línea entrecortada y en ciertas partes en rollo, es ocre claro, rematado por un yelmo de armadura gris, coronado por un penacho de caída hacia la derecha.
Escudo: Tiene forma de escudo samnítico (una de las dos formas de escudos que se realizaron en las guerras a partir de los S. XIV y XV), perteneciente dicha forma a los samnitas, de Samnio, Italia. Más tarde se toma como modelo por los españoles para los blasones heráldicos. En su interior presenta un fino lienzo en forma torneada, de lino blanco, en el que aparece la leyenda en latín "ALI QUAN DO VERUM FIRME" (FIRMES EN LA VERDAD).
Heráldica y blasón
Media Columna: En el cuartel superior de lado izquierdo, que significa LA FE, simboliza el nacimiento de una Ciudad Provinciana.
Los Dados: El cuartel del lado superior derecho, presenta tres dados con distintos puntos en cada una de sus caras: significando LA SUERTE y el destino HISTÓRICO CULTURAL.
Flecha y Espada: El cuartel inferior izquierdo, que representa LA UNIÓN entre dos razas y LA FUSIÓN de dos culturas.
Torre: En el cuartel inferior derecho, muy representativo de la corona real española, que significa LA FORTALEZA de la Villa de Salamanca durante los doscientos años que dependió de la Realeza Española (1603-1821).

### Independencia
Durante los días 24 y 25, en Salamanca, se aprehenden algunos españoles, se recogen cuarenta mil pesos del convento de los Agustinos; se comisiona a Albino García y a su primo Pedro, al padre Garcilita y a Andrés Delgado "El Giro", para que como jefes guerrilleros revolucionen por distintas partes.
Don José María Luis Mora, ilustre y fidedigno historiador dice "El jefe más notable de los insurgentes de aquella época, fue Albino García quien nació en Cerro Blanco situado en el rumbo de la Tinaja y Baltierra el Grande, administrados por la Villa de Salamanca."
Tomasa Esteves nació en Salamanca, en 1778, y dice el parte de Agustín de Iturbide al Virrey que "fue la principal agente en procurar la deserción que considerablemente se ha verificado" fue aprehendida el 5 de agosto de 1814 y el "Martes 9 fue pasada por las armas, continúa Iturbide, diciendo La mujer seductora cuya cabeza se ha puesto en la plaza pública", la ejecución de Tomasa Esteves se llevó a cabo en la esquina sur de las calles actualmente denominadas Revolución y Río Lerma. 
Cuando Andrés Delgado se presentó ante el Cura Hidalgo, acababa de cumplir los 18 años, así consta en el libro de bautismos de indios de la parroquia de Salamanca, el 7 de noviembre de 1792 y nació en una casa frente al costado sur de la capilla de Santa María Nativitas, de oficio rebocero.
El 23 de marzo de 1821, pasó por Salamanca, el Coronel en su paso a Guanajuato con todas las fuerzas militares de la región bajo la nueva bandera de las Tres Garantías; Religión, Unión, Independencia, enarbolada y jurada por Iturbide y Guerrero. Después regresó por ese mismo camino en espera de ser llamado a México, esa fecha puede considerarse como fin de la Guerra de Independencia en Salamanca.
En 1895 el congreso del Estado de Guanajuato por decreto ascendió a la villa de Salamanca a la categoría de ciudad.

### Revolución mexicana
En abril de 1915, el coronel Francisco Villa junta en Salamanca a toda su gente, aproximadamente 8000 soldados, para dirigirse a Celaya en donde es derrotado por las fuerzas del general Álvaro Obregón. Derrotadas las fuerzas villistas vuelven a pasar por Salamanca, perseguidos por el Ejército, los soldados de Obregón toman Salamanca y permanecen 8 días. Después se dirigieron a la actual ciudad de León. En julio del mismo año, Salamanca es asolado por el General Fierro uno de los hombres fuertes de Villa. Pocos días después llegó a Salamanca el ejército Carrancista bajo el mando del gobernador del estado y Salamanca se tiñe de sangre con el fusilamiento de 12 personas en pleno jardín principal.

## Medio ambiente
Al tratarse de una localidad primordialmente enfocada a la industria pesada y media, el medio ambiente se ha visto negativamente afectado convirtiéndose en un tema de preocupación local, regional y nacional, llevando a las autoridades a la firma de acuerdos y convenios para vigilar la cantidad de emisiones contaminantes, principalmente la localidad se ve afectada en la calidad del aire así como el paso del Río Lerma el cual atraviesa la ciudad.
En Salamanca se encuentra la sede de la Procuraduría de Protección al Ambiente en el Estado de Guanajuato. Por otro lado la ciudad también cuenta con una sede del Instituto Estatal de Ecología del Estado de Guanajuato.
Cuenca alta del río Temascatío
La ciudad salmantina también cuenta con una de las 21 áreas protegidas del estado de Guanajuato, la conocida como Cuenca Alta del río Temascatío, se localiza al norte de la ciudad de Salamanca; para tener acceso a ella se pueden utilizar las carreteras que van a la comunidad de San José de Mendoza o La Ordeña.
Dicha área natural protegida ocupa una superficie de 17 432 hectáreas, divididas en 5 municipios del estado, sin embargo Salamanca tiene la mayor superficie al abarcar 97.57 km² de ella. Lo anterior representa un importante pulmón para contrarrestar la contaminación.
La riqueza paisajística de Cuenca Alta se debe a la variedad de sus rasgos fisiográficos; entre los que destacan los arroyos Potrerillos y El Bordo.

## Demografía
La Encuesta Intercensal de Población y Vivienda del año 2020 elaborada por el Instituto Nacional de Geografía y Estadística (INEGI), determinó que la ciudad de Salamanca cuenta con una población de 160 682 habitantes, colocándose como la 4ª ciudad más poblada de Guanajuato después de León, Irapuato y Celaya, respectivamente y es la 92ª ciudad más poblada de México.
Tiene un total de 45 419 viviendas habitadas. De estas, 45 255 cuentan con instalaciones sanitarias, 45 051 tienen agua entubada y 45 314 tienen acceso a luz eléctrica. A su vez, 22 159 cuentan con una o más computadoras, 41 217 por lo menos con una lavadora y 43 911 viviendas con uno o más televisores.

### Población de Salamanca 1900-2020
| Gráfica de evolución demográfica de Salamanca entre 1900 y 2020                                   |
|                                                                                                   |
| Población de los censos del Instituto Nacional de Estadística y Geografía (INEGI) de 1900 a 2020. |

## Infraestructura

### Comunicaciones
Es posible arribar a Salamanca por la autopista México–Querétaro–Salamanca, además de la carretera panamericana No. 45. También se encuentra la carretera Federal No. 43 Salamanca–Morelia, que pasa por los municipios de Valle de Santiago, Uriangato, Moroleón y Cuitzeo, así mismo la nueva autopista de cuota Salamanca-Morelia, en la que se reduce el tiempo y distancia entre ambas ciudades, lo cual beneficia mucho a los habitantes de la ciudad. También existen otras carreteras estatales que comunican al municipio con la ciudad de Guanajuato, Santa Cruz de Juventino Rosas y Pueblo Nuevo. En 2015 se inauguró la autopista León–Salamanca de cuota.
La Central de Autobuses de Salamanca conecta a la ciudad con otras ciudades importantes del país e incluso con ciudades de Estados Unidos, como lo son Chicago, Dallas, Houston, Austin, San Antonio, entre otras.
El aeropuerto del Bajío (BJX) que se localiza en el municipio de Silao aproximadamente a 45 minutos de la ciudad de Salamanca y sirve a toda la región central del estado de Guanajuato.
Cuenta con 4 estaciones de radio de AM con los identificativos: XEMAS (1560 kHz), XEEMM (810 kHz), XEZH (1260 kHz).
Cuenta con una estación de radio por internet llamada "Radio Xidoo".
Cuenta con un canal de televisión privado visible por el sistema de cable local, en el canal 23, llamado "Canal 23", "El Canal de Salamanca".

### Transporte de la ciudad
La ciudad cuenta con más de 60 rutas urbanas que cubren las principales colonias. El precio es 10 $ y el preferencial (estudiantes, discapacitados e insen), 5.50 $.
Las rutas Suburbanas, son las rutas con destinos que se ubican fuera de la mancha urbana, sirviendo principalmente a comunidades aledañas. El centro de operaciones se encuentra en el centro de la ciudad, a un costado del tianguis, este transporte es muy puntual, saliendo los autobuses cada 15 minutos o cada hora según la ruta.

## Cultura
La ciudad tiene una rica producción artesanal, especialmente en el área de la cera: ceriescultura y cera escamada, bronce y el pewter. En vísperas Navideñas se exhibe el Nacimiento Monumental de Salamanca en el cual las figuras están hechas de cera por artesanos de la localidad y son exhibidas en la casa de la cultura. cada año desde hace más de 10 años se lleva a cabo el encuentro Internacional de Guitarra, en distintos puntos de la ciudad.
Además es sede del Centro de las Artes de Guanajuato en donde se exhiben y muestran colecciones de fotografías, pinturas e incluso objetos de personajes famosos originarios de la localidad, presentándose artistas de talla nacional e internacional, la entrada a este centro cultural es completamente gratuito.
Destaca su arquitectura religiosa: El Exconvento de San Juan de Sahagún y su iglesia (con 12 monumentales retablos ultrabarrocos y churriguerescos artísticamente labrados y bañados en oro de hoja de 24 kilates), la Antigua Parroquia de San Bartolmé Apóstol, el Templo de San Agustín y el Templo del Señor del Hospital entre otros. Actualmente se han creado varias iglesias católicas con un diseño más moderno como lo son la iglesia del Sagrado Corazón y la de San Martín de Porres.
Cuenta con varias parroquias dedicadas a Santos y patronos como lo son la Parroquia de San Pedro, San Roque, San Juan entre otras.

## Gastronomía
La gastronomía de Salamanca es muy variada, debido a que es una ciudad que gracias a la refinería petrolera, llegó gente de diversos estados del país, como Veracruz, Tamaulipas, Oaxaca y Ciudad de México; su platillo típico es el "fiambre", que está compuesto por enchiladas, cecina, pollo frito, encurtido jicama y patitas de puerco en vinagre, el cual es servido el Día de Muertos. Este día también es tradición en Salamanca disfrutar de pastelitos hechos con pasta de hojaldre en hornos especiales de barro.
En Salamanca también se puede encontrar de la nieve de pasta, un helado original de esta ciudad, se le llama así por su sabor similar al de ciertas galletas de mantequilla también conocidas como "pastitas". Este tipo de helado también se produce en Pátzcuaro y Zacapu (Michoacán). Esto viene especialmente de Salamanca.
En Salamanca uno de los platos más emblemáticos y sabrosos de la región es el pozole verde, que se distingue de otros pozoles en todo el país por su sabor distintivo y sus ingredientes característicos, que incluyen salchicha, jamón y tocino en cubos. En el año 2022, este deleite culinario causó un gran revuelo en las redes sociales, convirtiéndose en un tema candente de discusión en todo el país. La controversia giraba en torno a si el pozole de Salamanca debía incluir salchicha o no. El Pozole Verde de Salamanca es un ejemplo perfecto de cómo la gastronomía puede unir y dividir a la gente al mismo tiempo. Los defensores de la tradición argumentan que la salchicha es un ingrediente esencial para la autenticidad del platillo, mientras que personas de fuera argumentan que el uso de salchicha es una innovación reciente que no tiene lugar en la receta original.
En cualquier caso, el pozole verde de Salamanca es una delicia culinaria que sigue deleitando a los visitantes y lugareños por igual. Es una muestra más de la rica diversidad cultural y gastronómica que México tiene para ofrecer.

## Turismo
Templo de San Agustín. La construcción de la iglesia inicia en el año de 1615 y concluye el 6 de diciembre de 1706. Cuenta con once retablos churriguerescos, terminados en finas láminas de oro, de los cuales resaltan los dedicados a Santa Ana y San José; este último mide aproximadamente 15 metros de alto y 10 de ancho, que entre otros detalles ostenta 30 diferentes rostros, también hay retablos de estilo barroco, su púlpito es de origen oriental con incrustaciones de marfil y tiene un órgano monumental. La iglesia se encuentra situada a escasos metros del río Lerma y antecedida por la plaza cívica Miguel Hidalgo que anteriormente era el atrio.
Templo del señor del Hospital. Construcción de inspiración neoclásica del siglo XX. Ubicada frente a la plaza principal, muestra fachada con pórtico tipo nártex de cuatro cuerpos y remate. En el altar principal sobresale la imagen de un Cristo Negro, el cual es conocido como El Señor del Hospital, albergado en un nicho en arco de medio punto rodeado por columnas pareadas de capitel compuesto, mismas que sostienen un entablamento decorado con relieves vegetales en dorado. Sobre el entablamento hay una pintura al óleo de la Virgen de Guadalupe envuelta en un gran arco interrumpido por esculturas de ángeles, relieves vegetales, geométricos y florones de media muestra. En los muros del recinto hay grandes pinturas al óleo con pasajes de la Pasión de Cristo, enmarcadas en moldura dorada.
Parroquia Santa María de Nativitas. Construida en la segunda mitad del siglo XVII, se encuentra ubicada frente al jardín de Nativitas. Presenta portada de tres cuerpos, labrada en cantera; en el primer cuerpo con acceso a través de arco de medio punto con clave de águila en relieve, y a los lados, pilastras estípites.
Parroquia Santa María Reina de la Paz (Salamanca). Construida a finales del siglo XX, está ubicada en el fraccionamiento de Las Reinas, al norte de la ciudad de Salamanca, es la Parroquia con mayor avance en el rubro de la Evangelización, reconocida a nivel decanato y de la Diócesis de Irapuato.
Capilla de San Juan de la Presa. En este lugar existió el primer asentamiento otomí, el templo también es llamado San Juan Bautista. La cruz de piedra que se encuentra en el atrio, es un símbolo de la fusión de culturas que tuvo lugar en el país y data del siglo XVI.
Ex convento de San Juan de Sahagún. En 1750 se inició la construcción del edificio que hoy conocemos por ex convento y que es conformado por dos claustros.
El claustro menor es sobrio, con influencia herreriana, con arcos de medio punto y bóvedas de pañuelo. Existen tres amplios recintos y dan hacia el patio, podemos encontrar una extensa escalera que parte de un primer nivel, se divide al llegar a un amplio descanso, en dos ramificaciones que dan a la planta alta, donde también se encuentran arcos de medio punto y el mismo tipo de bóvedas en los corredores que comunican con las salas vestibular y capilar.
El claustro mayor posee columnas de cantera esculpidas en realce, tiene arcos de medio punto y bóvedas de cañón corrido. En la planta alta pueden apreciarse unos corredores enormes y algunos salones más grandes.
Plazoleta Hidalgo. Es la plazoleta ubicada enfrente del Templo de San Agustín, recientemente fue remoldada, y en ella se encuentra un monumento dedicado a Miguel Hidalgo, además de las columnas dedicadas a los Salmantinos ilustres.
Jardín Constitución. Es una construcción rodeada de bellos portales los cuales son: Portal Octavio Muñoz Ledo, Portal Corregidora, Portal José Rojas Garcidueñas "El Bachiller" antes Portal de los Bravos. Esta construcción data de los siglos XVIII, XIX y XX.
Museo Hidalgo de Historia y Artesanía de Salamanca. Ahora Galería Bicentenario, fue fundado en el año de 1994 en la esquina de Juárez y Albino García. En la que se alojó el padre libertador Miguel Hidalgo y Costilla a su paso glorioso y arenga por Salamanca el 24, 25 y 26 de septiembre de 1810. Donde se exhiben muestras de las artesanías de esta ciudad, así como todos los pasajes históricos de la localidad, en figuras de cera (único en su tipo).
Centro de las Artes de Guanajuato. Ocupa el Claustro Mayor del exconvento agustino Fray Juan de Sahagún en Salamanca, fue el primero de una red de siete espacios de formación artística impulsados por el Gobierno Federal, por medio del Consejo Nacional para Cultura y las Artes, en coordinación con los gobiernos estatales y municipales.
Casa de la cultura de Salamanca. Se ubica en el claustro menor del exconvento agustino de Fray Juan de Sahagún, no debe ser confundido con el centro de las artes.
Antigua Parroquia de San Bartolomé Apóstol. (Parroquia Antigua) Se encuentra ubicada frente a la plaza de los Niños Héroes. El interior nos muestra una planta de cruz latina, bóvedas de cañón, cúpula de gajos con linternilla sobre tambor octagonal y retablos neoclásicos en muros y transeptos. El altar principal presenta columnas cuyo capitel tiene guirnalda en dorado; en los intercolumnios laterales, nichos en arco de medio punto albergando las esculturas de Santa Ana y San Joaquín y la portada de estilo churrigueresco.
Templo de las Tres Caídas. Fue construido en 1840, según el diseño o plano de don Francisco Eduardo y gracias a los recursos económicos que aportaron Manuela, Ana María y Rogelio Páramo.
Santuario de Guadalupe. Data del año 1690 y con el paso del tiempo se le han hecho mejoras tanto en su interior como en su exterior.
Templo de San Gonzalo. En este templo se venera una antigua pintura de 1830 que representa a San Gonzalo. También aquí se encuentra enterrado en el atrio el padre Campuzano, gran benefactor de Salamanca.
Templo de los Milagros. Es una construcción virreinal del siglo XVIII que tiene como característica el gran atrio que rodea la iglesia. Su fiesta se celebra el domingo de carnaval que es el anterior al Miércoles de Ceniza. Se localiza en el barrio de San Pedro Apóstol.
Parroquia de San Pedro Apóstol. Ubicada en la calle Arnulfo Delgado sin número, se designó como parroquia el 6 de agosto de 1875. Aquí se venera al Sagrado Corazón de Jesús, la Santísima Virgen María y a San Pedro, su santo patrono al que festejan el día 29 de junio de cada año.
Parroquia de San Antonio Abad. Ubicada en San Miguel de Allende 228, colonia Guanajuato, se convirtió en parroquia en 1975 por un decreto del señor Arzobispo de Morelia. En esta iglesia se veneró en un principio a la Santísima Virgen de los Dolores, posteriormente se dedicó a San Antonio Abad quien actualmente es el patrono de la iglesia y se le festeja el 17 de enero.
Rotonda del Bicentenario. La rotonda tiene un asta bandera de 30 metros, ubicada al centro de la rotonda además de una plaza de las banderas, que contiene la historia de 34 banderas que ha tenido México, así como un espacio utilizado como plaza cívica para eventos y un hemiciclo para los héroes de la independencia de México, resaltando a los Héroes Salmantinos.
Ex-Hacienda de San José de Mendoza.
Ubicada al norte del municipio fue fundada en 1588, actualmente sólo quedan vestigios de la estructura original de la hacienda y es un rancho dividido en ejidos.

## Fiestas y tradiciones
Salamanca es un municipio de variadas tradiciones y costumbres, prácticamente durante todo el año, se llevan a cabo diferentes festividades, siendo las más representativas las que se en listan a continuación:
1 de enero - Celebración del aniversario de la fundación de la ciudad.
5 de enero - Carros bíblicos.- Esta es una de las tradiciones de más arraigo en el municipio, ya que se conserva desde finales del siglo XVIII, se realiza en la víspera del día de Reyes, en ella participan miembros de la comunidad salmantina de todas las edades, y consiste en un recorrido, por las principales calles de la ciudad, de carros alegremente adornados con motivos, temas y representaciones de escenas bíblicas.
10 de enero - Fiesta patronal de San Gonzalo.
2 de febrero - Día de la Candelaria.- Esta tradición consiste en levantar el pasaje bíblico (Nacimiento) que es instalado en los hogares salmantinos en el mes de diciembre, en conmemoración del nacimiento de Jesús de Nazaret, este día las familias se reúnen para colaborar en esta actividad y comparten los alimentos con familiares y amigos, es una costumbre muy arraigada entre la población que dichos alimentos sean los ya tradicionales tamales. Días antes por la ciudad pasan miles de peregrinos, que van rumbo a San Juan de los Lagos, Jalisco.
18 de marzo - Día de la expropiación petrolera.- Al ser la ciudad de Salamanca, Guanajuato, hogar de una de las más grandes refinerías de América latina, cada 18 de marzo se realiza un desfile por la ciudad y varias actividades políticas, deportivas y sociales para conmemorar la expropiación petrolera.
Domingo antes del miércoles de ceniza - Carnaval del barrio de Nativitas.- Se instalan juegos mecánicos en la plaza pública del barrio, se venden antojitos mexicanos y la fiesta es amenizada por diversos grupos musicales.
Miércoles de ceniza.- Es el primer día de la cuaresma, en este día la ceniza extraída de los ramos benditos de la semana Santa anterior es impuesta a los fieles católicos que asisten a misa, como símbolo de la caducidad humana.
Viernes de Dolores.- Este día se levantan altares a la Virgen de los Dolores en los patios y ventanas de los hogares salmantinos y los anfitriones ofrecen a los visitantes o transeúntes la tradicional "agua de Dolores" preparada con: Jamaica, lechuga, plátano, betabel y naranja, esta agua representa las lágrimas de la virgen María.
Domingo de Ramos.- En esta fecha se conmemora y celebra la entrada de Jesús a Jerusalén, y los ramos son el símbolo de la bienvenida que le dieron los habitantes de aquella ciudad, dichos ramos son bendecidos y entregados a los fieles católicos que acuden ese día a misa.
Jueves y Viernes Santos.- En estos días se llevan a cabo varios festejos. Se realiza la tradicional "Peregrinación al Cristo Negro" que se vive en medio del fervor por la pasión y muerte de Cristo Jesús. Generalmente la tradición marca que la mayoría de los peregrinos efectúan el recorrido a pie desde la ciudad vecina de Irapuato hasta llegar a la ciudad de Salamanca, al Santuario del Señor del Hospital, aunque también hay peregrinaciones desde distintos puntos de la república, se estima un aproximado de 30 000 a 40 000 peregrinos que realizan dicha caminata. En estos días también se llevan a cabo diversas representaciones del viacrucis en las parroquias del municipio y el viernes por la noche se realiza en las principales calles del centro de la ciudad la "Procesión del Silencio".
Feria de la Primavera.- La feria del pueblo se lleva a cabo durante la semana santa y la semana posterior a esta. En la feria se pueden encontrar exposiciones agrícolas, ganaderas, artesanales, comerciales, e industriales también se pueden disfrutar de múltiples eventos como charreadas, peleas de gallos, conciertos con artistas nacionales e internacionales, zona de alimentos, zona de discotecas y presentaciones en el teatro del pueblo, llega a albergar a 250 mil visitantes de varias ciudades. La feria inicia con la coronación de la Reyna de Primavera en el jardín principal de la ciudad.
Celebración de los gremios.- La celebración de los gremios es una de las más representativas de los festejos del pueblo Salmantino, muestra de la fe y religiosidad de la ciudad, esta festividad se preserva en Salamanca desde hace más de cuatro siglos. Cada año estos festejos comienzan el jueves de Corpus Christi y se extienden por poco más de una semana.
Corpus Christi.- Es una solemne ceremonia religiosa que se efectúa el tercer jueves del mes de junio, con la puesta de los siete altares alrededor del jardín principal, los cuales son adornados con frutas que se obsequian al finalizar la ceremonia religiosa. Cabe mencionar que anteceden a este día la participación de los diferentes gremios de la ciudad durante ocho días, entrando en peregrinación al templo del Señor del Hospital, el cual es decorado con los trabajos de cera que elaboran los artesanos del lugar. También se llevan a cabo bailes populares y fuegos artificiales.
En la actualidad participan los trabajadores agremiados que ejercen oficios como la panadería, el comercio, la albañilería, la zapatería, la fotografía, la herrería, los textileros, los alumineros, los tablajeros y los ladrilleros.
Las misas de los gremios son celebrados en el Santuario del Señor del Hospital. 
Tradicionalmente el festejo de cada gremio comienza con la alborada, con el repique de las campanas de la iglesia, acompañados de juegos pirotécnicos, el anuncio de a que gremio le toca celebrar durante el día, y se acostumbra también que alguna banda o grupo musical le cante las mañanitas a la imagen del Cristo Negro, sin faltar la venta de atole, tamales y pan para degustar.
En el transcurso del día se realiza un recorrido, de los integrantes del gremio, por las calles principales de la ciudad, el gremio es acompañado por banda, grupos musicales, danzantes y todo aquel que desee unirse a la celebración. Posteriormente se realiza la tradicional "quema de pólvora" y la "entrada de la cera al templo".
Ya entrada la noche se efectúa la "quema del castillo" y culmina el festejo con una kermés popular.
Actualmente los gremios tiene repartida su fiesta de Corpus Christi de la siguiente manera:
Herreros: miércoles antes del Corpus y su misa es el jueves; Panaderos: entran el jueves y su misa es el viernes; Comerciantes: entran el viernes y su misa es el sábado; Textil: entran el sábado y su misa es el domingo; Tablajeros: entran el domingo y su misa es el lunes; Albañiles: entran el lunes y su misa es el martes; Zapateros: entran el martes y su misa es el miércoles; Gremios Unidos: entran el miércoles y su misa es el jueves; y Agricultores: entran el jueves y su misa es el viernes.
16 de agosto- Fiesta Patronal de San Roque.
25 de agosto- Celebración de San Agustín.
15 de septiembre - Aniversario de la Independencia de México.
2 de noviembre - Fiesta de Todos los Santos.
22 de Noviembre - Fiesta Patronal de Santa Cecilia.
Diciembre - Fiestas de Navidad y Año Nuevo.- Las fiestas navideñas comienza con el festejo de La Virgen de Guadalupe el 12 de diciembre en el Santuario de la misma, ahí se realiza la tradicional peregrinación en donde año con año acuden cientos de fieles católicos con sus hijos vestidos de inditos, y le llevan flores o globos a la Virgen, posteriormente se realizan las Posadas Navideñas, que transcurren en medio de la verbena popular y la alegría por la llegada de la Navidad, las calles y hogares salmantinos son decorados con temas navideños, esferas, luces de colores y se instalan los Nacimientos, que son representaciones del pasaje bíblico de la venida al mundo del niño Jesús. Nacimientos de todo tipo, grandes, pequeños, de cera, de madera, de vidrio, de barro, todos dignos de admirarse. En las parroquias de los barrios se llevan a cabo pastorelas y el canto de villancicos; los días 24 y 31 de diciembre se reúnen familias enteras para cenar, convivir y dar gracias por las bendiciones recibidas durante el año. Para finalizar, la noche del 31 de diciembre culmina con la tradicional quema del "año viejo" y se efectúan bailes populares por toda la ciudad, la refinería de la ciudad marca el nuevo año con un sonido tan especial, que sale de sus chimeneas.

## Deportes
La ciudad cuenta con tres gimnasios de lucha libre amateur, los cuales son la Escuela de Lucha Libre para Luchadores Independientes, el Gimnasio Acuario y Escuela de Lucha Libre Joe Cortázar.
Hockey sobre césped
La ciudad de Salamanca, Guanajuato, es considerada una potencia estatal en este deporte sobre todo en la rama femenil, la ciudad ha sido sede de dicha disciplina en la Olimpiada Nacional 2008 y 2015, es común que sean equipos salmantinos quienes representen al Estado de Guanajuato en dichas competiciones, cabe mencionar que la ciudad albergó el Round 1 de la World League, teniendo participantes de talla internacional.
Fútbol: Salamanca ha contado con equipos de fútbol desde el año 1958, la escuadra más reconocida fueron los Petroleros de Salamanca, propiedad del Sindicato petrolero de la sección 24, equipo que militó en la primera división A, donde en el año 2006 logró llegar a una final que perdió ante el Puebla F.C. Actualmente la ciudad cuenta con un equipo llamado Salamanca F.C., que milita en la tercera división y juega en el estadio El molinito.
La unidad deportiva sur de la ciudad, cuenta con la llamada cancha siglo XXI una de las mejores en el estado para dicho deporte, además han realizado partidos internacionales tanto en rama femenil como varonil.
El bádminton es otro deporte que se practica actualmente en la unidad deportiva sur, siendo este un importante aportador de medallas de la olimpiada nacional desde el año 2007 hasta la fecha.
El downhill, un nuevo deporte que ha empezado a destacar por la intrepidez de sus competidores al hacer descensos de cerros, montañas e incluso escaleras a gran velocidad, se practica en la comunidad de Palo Blanco.

## Personas destacadas
- Albino García Ramos (1771-1812), guerrillero insurgente.
- Andrés Delgado "El Giro" (1792-1819), guerrillero insurgente.
- María Tomasa Esteves y Salas (1788-1814), heroína insurgente.
- Emeteria Valencia (1834-1893), benefactora del estado de Guanajuato.
- Guillermina Jiménez Chabolla, «Flor Silvestre» (16 de agosto de 1930 – 25 de noviembre de 2020), emblemática intérprete de la música mexicana y figura estelar de la época de oro del cine mexicano. Le rindió homenaje a su tierra salmantina cuando le pidió a Artemio Santoyo componer el corrido de Salamanca, «Adoro a mi tierra», que ella grabó en 1950 y se convirtió en uno de sus primeros éxitos.
- Enriqueta Jiménez Chabolla, «La Prieta Linda» (4 de julio de 1933), otra gran cantante de música mexicana y actriz que participó en películas mexicanas de la época de oro.
- María de la Luz Jiménez Chabolla, «Mary Jiménez», cantante de música mexicana, hermana menor de Flor Silvestre y La Prieta Linda.
- Roberto Alvarado, futbolista.
- Edson Gutiérrez Moreno, futbolista.
- Salvador Pacheco (n. 23 de marzo de 1933), ciclista. Reconocido localmente por su participación en la carrera de 1953 "La Vuelta a México", patrocinada y organizada por el periódico ESTO y la cadena de periódicos García Valseca; con un recorrido de 2773 km en 18 días y un día de descanso. En su segunda participación en "La vuelta a México" en 1954 dijo: "Yo voy hacer que se nombre a Salamanca a través del deporte". Tras su participación fue recibido con ovaciones por su mérito, y la tradición oral cuando que se hicieron sonar las campanas de las iglesias y la extinta empacadora "La Fortaleza" silbó su llegada, siendo este un evento especial en la memoria del municipio.

- Profesor Aurelio Méndez Sánchez escritor de relatos históricos originario de la comunidad de Valtierrilla.

- J.Jesus Mascotte Alvarez (Mago Ettoczam) (n. 20 de Abril de 1943) mago ilusionista originario de Uriangato, Guanajuato. Participo activamente en la construcción de la planta de refinación Antonio M. Amor de Petróleos Mexicanos en el municipio de Salamanca. A lo largo de su vida no solo trabajo como soldador en PEMEX sino también dedico su vida a la magia ilusionista y al ventrilocuismo, ofreciendo funciones de magia por todo el estado de Guanajuato y en toda la República mexicana. Fue invitado a programas televisivos como Burbujas y la Carabina de Ambrosio entre otros; su trayectoria de más de 50 años en la profesión le dió la oportunidad de conocer toda la República mexicana así como ser maestro e instructor de otros magos ilusionistas de México y el mundo.